# Schoemans Kloof
Schoemans Kloof est un col situé dans la province du Mpumalanga sur la route R539 entre Machadodorp et Nelspruit en Afrique du Sud. 

## Toponymie
Schoemanskloof tient son nom des frères Schoeman qui résidaient dans la vallée[Laquelle ?] durant le Grand Trek. 

## Géographie
Cette région pittoresque est la voie d'accès qui relie le Gauteng au Lowveld et au parc national Kruger. L’autoroute N4 est le pouls et l'axe principal de cette région qui longe la rivière Crocodile.

## Activités
L’agriculture dans la région est dominée par la culture des agrumes. L’éco-tourisme y est également très populaire chez les voyageurs en route pour le parc national Kruger.
La principale attraction annuelle est le festival Schoemanskloof Citrus qui se tient au Wolwekrans Lodge. Ce festival attire environ 30 000 personnes chaque année. Les activités de plein air comprennent le VTT, le quad, la randonnée, l’équitation et la pêche.